# بوب مونتجومري
بوب مونتجومري (بالإنجليزية: Bob Montgomery) هو لاعب كرة قاعدة أمريكي، ولد في 16 أبريل 1944 في ناشفيل في الولايات المتحدة.

## وصلات خارجية
- بوب مونتجومري على موقع دوري كرة القاعدة الرئيسي (الإنجليزية)
- بوب مونتجومري على موقعبيزبول رفرنس.كوم (الدوري الرئيسي) (الإنجليزية)
- بوب مونتجومري على موقعبيزبول رفرنس.كوم (الدوري الثانوي) (الإنجليزية)
- بوب مونتجومري على موقع إي إس بي إن.كوم (أم.أل.بي) (الإنجليزية)
- بوب مونتجومري على موقع مشجعي الرسوم البيانية (الإنجليزية)